# La Trésorière
La Trésorière est une comédie humaniste publiée par Jacques Grévin en 1561, dans son Théâtre. Elle fut représentée le 5 février 1558 (1559 nouveau système), au Collège de Beauvais. 

## Intrigue
La pièce fait voir la duplicité de Constante, épouse du Trésorier, qui se laisse courtiser par deux autres hommes. Comme il se doit, le mari ne se rend compte de rien.

## Citations de critiques
"Constante manipule mari et amants au gré de ses exigences sexuelles et de son avidité pour l’argent, car la dame vend cher ses faveurs à des amoureux inconscients de sa cautelle et de son cynisme, et qui clament leur passion naïve dans le langage amoureux du temps." (Charles Mazouer, Le Théâtre du XVIe siècle, p. 344). 
" [...] la Trésorière (1558) n’est qu’un remaniement de l'Eugène  d’où le personnage d’Hélène et, par conséquent, l’élément sérieux a disparu, où, en revanche, contre les femmes, contre les financiers, la verve satirique et mordante de Grévin s’est donné carrière." (Petit de Julleville, La Comédie et les mœurs en France au Moyen Âge, 1886, p. 299). 

## Doutes quant au titre original
L'édition des comédies de Grévin est précédée par un petit discours introductif intitulé "Au Lecteur", destiné à annoncer les comédies et surtout à en prévenir les critiques, notamment en ce qui concerne le niveau de langue (et la langue elle-même : le Français), toujours avec le « bouclier » de l’usage antique (« La liberté des poëtes Comiques a tousjours été telle, que souventesfois ils ont usé de mots assez grossiers »). Dans ce texte, Grévin fait mention d'une précédente comédie qu'il aurait écrite et faite jouer, intitulée La Maubertine, mais qui aurait été détruite, l'action faisant référence de manière trop ouverte à une histoire de mœurs récente (qui aurait eu lieu place Maubert). D'après Grévin, il s'agirait d'une pièce antérieure à La Trésorière (qui se déroule elle aussi place Maubert), et qu’on lui aurait « desrobée », ce qui paraît peu crédible si elle avait été jouée comme il le dit (il aurait fait au moins un texte par comédien et sans doute conservé des brouillons). Étant donné les ressemblances frappantes avec la Trésorière,  quasiment tous les commentateurs depuis Émile Chasles considèrent qu’après ledit scandale Grévin décida simplement de changer le titre de sa pièce avant de l’éditer, en y apportant peut-être quelques modifications plus ou moins importantes. 

## Éditions modernes
- E. Balmas, Comédies du XVIe siècle, Milan, Viscontea, 1967 ;
- E. Lapeyre, Paris, Nizet, S.T.F.M., 1980.

## Études
- Emile Chasles, La comédie en France au XVIe siècle, Paris, Librairie académique de Didier, 1862.
- Petit de Julleville, La Comédie et les mœurs en France au Moyen Âge, 1886.

- Pietro Toldo, « La comédie française de la Renaissance »,  Revue d'Histoire littéraire de la France., 1898.*
- Jean-Claude Ternaux, « La comédie humaniste et la farce: La Trésorière de Grévin » Seizième Siècle, 6 - 2010, pp. 77-93.